# Nederlandse Rode Lijst (paddenstoelen)
De Nederlandse Rode Lijst voor paddenstoelen was voorheen opgenomen in het besluit Rode lijst paddenstoelen en anno 2020 in het besluit Rode lijsten.
De Rode lijsten worden regelmatig, bijvoorbeeld eens in de 5 of 10 jaar, bijgewerkt. Toenmalig Minister Cees Veerman van Landbouw, Natuur en Voedselkwaliteit (LNV) stelde op 5 november 2004 de nieuwe Rode Lijsten voor bedreigde dier- en plantensoorten vast. De Rode Lijst voor paddenstoelen is zeer uitgebreid en er stonden toen 1648 soorten op.
De naamgeving van de soorten werd aangepast. Er waren zes soorten geschrapt, omdat ze niet aan de criteria voor plaatsing op de Rode Lijst voldeden. Het betrof de soorten Hydnangium carneum (vleeskleurige mozaïektruffel), Lycoperdon marginatum (viltige stuifzwam), Tuber excavatum (holle truffel), Typhula variabilis (slank knotsje), Xylaria digitata (werkhoutgeweizwam) en Xylobolus frustulatus (mozaïekzwam).
Op de Rode lijsten staan, naast de bedreigde soorten, beschermingsmaatregelen om deze soorten weer in aantal te laten toenemen. Doordat overheden en terreinbeherende organisaties bij hun beleid en beheer rekening houden met die Rode lijsten werd gehoopt dat van de anno 2004 bedreigde organismen er tien jaar later een aantal niet meer bedreigd zouden zijn en dus van de Rode lijst afgevoerd konden worden.
In 2008 is een nieuw basisrapport verschenen voor een nieuwe Rode lijst.
In 2009 werd een nieuwe lijst in de Staatscourant gepubliceerd door de nieuwe Minister van LNV, Gerda Verburg, met ditmaal 1619 soorten.

## Categorieën
Voor Nederland worden de categorieën voor de Rode Lijsten toegepast. De acht categorieën, met de daarbij behorende trend en zeldzaamheid:
| 1 | Uitgestorven op wereldschaal             | UW  | maximaal afgenomen en nu afwezig op wereldschaal                                                                              |
| 2 | In het wild uitgestorven op wereldschaal | UWW | maximaal afgenomen en nu in het wild afwezig op wereldschaal, maar in Nederland nog wel in gevangenschap gehouden of gekweekt |
| 3 | Verdwenen uit Nederland                  | VN  | maximaal afgenomen en nu afwezig in Nederland                                                                                 |
| 4 | In het wild verdwenen uit Nederland      | VNW | maximaal afgenomen en nu in het wild afwezig in Nederland, maar in Nederland nog wel in gevangenschap gehouden of gekweekt    |
| 5 | Ernstig bedreigd                         | EB  | zeer sterk afgenomen en nu zeer zeldzaam                                                                                      |
| 6 | Bedreigd                                 | BE  | sterk afgenomen en nu zeldzaam tot zeer zeldzaam, of zeer sterk afgenomen en nu zeldzaam                                      |
| 7 | Kwetsbaar                                | KW  | matig afgenomen en nu vrij tot zeer zeldzaam, of sterk tot zeer sterk afgenomen en nu vrij zeldzaam                           |
| 8 | Gevoelig                                 | GE  | stabiel of toegenomen maar zeer zeldzaam, of sterk tot zeer sterk afgenomen maar nog algemeen                                 |

## De soorten op de Rode Lijst van 2004
- Nederlandse Rode lijst (paddenstoelen A t/m E)
- Nederlandse Rode lijst (paddenstoelen F t/m J)
- Nederlandse Rode lijst (paddenstoelen K t/m O)
- Nederlandse Rode lijst (paddenstoelen P t/m T)
- Nederlandse Rode lijst (paddenstoelen U t/m W)
- Nederlandse Rode lijst (paddenstoelen X t/m eind)